# Ivan Križanović
Ivan Križanović (Zenica, 1983.), hrvatski kulturni djelatnik, folklorist, sakupljač i bilježnik nematerijalnog narodnog blaga Hrvata iz BiH, ponajviše Busovače i Središnje Bosne. Živi i radi u Busovači kao profesor.

## Životopis
Rodio se 1983. u Zenici. Osnovnu i srednju školu završio u Busovači. U Sarajevu je završio studij engleskog jezika i književnosti. Veliku strast gaji prema folkloru. Zahvaljujući između ostalih i Križanoviću Busovača je dobila Folklorni sastav HKD Napredak Busovača. Svoje višegodišnje prikupljanje i bilježenje narodnoga nematerijalnog bogatstva objavio je u djelu Busovačo, lijepa si ko ruža. Brojne je tradicije zabilježio i spasio od zaborava, a već je mnogo otišlo u zaborav onda kada su preminule osobe koje su rođene krajem 19. i početkom 20. stoljeća. Ipak, kazivači rođeni 1920-ih i 1930-ih godina još uvijek mnogo znaju i vrlo su bogata riznica podataka o tradicijskoj kulturi. Terenskim istraživanjem došao je do podataka o kojima mu kazivači nisu znali dovoljno pojedinosti nego su o tome govorili po svome sjećanju, poput oblika pjevanja koji se zvao „na glas“ i nitko od kazivača nije znao otpjevati barem jednu takvu pjesmu. Ispripovijedali su mu da su o tom pjevanju čuli od svojih roditelja ili baka i djedova, ali da sami to nikada nisu pjevali.

## Vanjske poveznice
- HKD Napredak Vitez  Arhivirana inačica izvorne stranice od 27. travnja 2017. (Wayback Machine) "Busovačo lijepa si k'o ruža" , 3. studenoga 2016.